# Brione (Lombardei)
Brione ist eine norditalienische Gemeinde (comune) mit 750 Einwohnern (Stand 31. Dezember 2023) in der Provinz Brescia in der Lombardei. Die Gemeinde liegt etwa 13 Kilometer nordwestlich von Brescia und gehört zur Comunità montana della Valle Trompia.